# مدرسه زندان

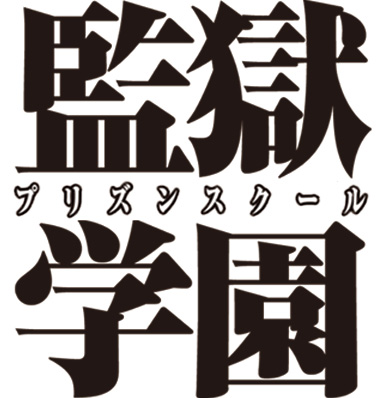
مدرسه زندان

مدرسه زندان (به ژاپنی: 監獄学園プリズンスクール Purizun Sukūru) یک مجموعه مانگا ژاپنی که توسط آکیرا هیراموتو نوشته و مصورسازی شده است. این مجموعه برای اولین بار از ۷ فوریه ۲۰۱۱ در ویکلی یانگ مگزین انتشارات کودانشا تا دسامبر ۲۰۱۷ منتشر می‌شد. یک مجموعه تلویزیونی انیمه ۱۲ قسمتی نیز توسط استودیو جی.سی.استاف و به کارگردانی سوتومو میزوشیما بر اساس نسخه مانگا دستمایه اقتباس قرار گرفت که از ۱۰ ژوئیه تا ۲۶ سپتامبر ۲۰۱۵ در شبکه توکیو ام‌ایکس پخش شد. یک مجموعه تلویزیونی لایو اکشن درام نیز به کارگردانی نوبورو ایگوچی از اکتبر تا دسامبر ۲۰۱۵ منتشر شد.

## داستان
در نزدیکی شهر توکیو، دبیرستانی مخصوص دخترهای نخبه به نام هاچیمیتسو وجود داشت. این دبیرستان تصمیم گرفت برای اولین بار در تاریخ مدرسه، ثبت نام پسرها را هم مجاز کند. کیوشی فوجینو یکی از این پسرهای خوش‌شانس است، اما مدتی نمی‌گذرد که او و چهار فرد دیگری که ثبت نام کردند، متوجه می‌شوند تنها دانش‌آموزان پسر در این مدرسه هستند و نسبت دخترها به پسرها ۲۰۰ به ۱ است. این پنج پسر که به طور کامل در میان هزاران دختر شوکه شده بودند، به موجب یک سری حوادث عجیب و منحرف بازداشت شدند و به آن‌ها التیماتوم داده شد؛ یا یک ماه را در زندان دبیرستان در حبس به سر می‌برند یا باید اخراج شوند.